# Gran Premio de Turquía
El Gran Premio de Turquía es una carrera de automovilismo de velocidad válida para el Campeonato Mundial de Fórmula 1. Para la celebración de este Gran Premio se construyó el circuito de Estambul, ubicado en la parte asiática de la ciudad. El trazado cuenta con una longitud de 5,340 metros que se recorren en sentido antihorario y comprende seis curvas a la derecha y ocho a la izquierda.
La carrera turca estuvo presente en el calendario de la Fórmula 1 entre 2005 y 2011, y regresó brevemente en 2020 y 2021 como parte de los Grandes Premios añadidos para reemplazar a las rondas canceladas por la pandemia de COVID-19.
Felipe Massa es el piloto que más veces ha ganado el Gran Premio de Turquía, con un total de tres. Lewis Hamilton, vencedor en 2010 y 2020, es el otro piloto con más de una victoria en Turquía.

## Historia
La primera edición del Gran Premio de Turquía se celebró los días 19, 20 y 21 de agosto. Kimi Räikkönen logró la primera pole y la primera victoria de la historia de la prueba. Ese año Juan Pablo Montoya estableció la vuelta más rápida en 1:24.770, una marca que no ha sido superada hasta el momento. En 2006 Felipe Massa obtuvo en Estambul su primera victoria en Fórmula 1 y repitió triunfo en 2007 y 2008.
El 25 de agosto de 2020, debido a la pandemia de COVID-19 que provocó la cancelación de varias carreras programadas originalmente para ese año, la Fórmula 1 anunció el regreso de Turquía al calendario tras nueve años de ausencia. El Gran Premio de Turquía de 2020 se disputó los días 13, 14 y 15 de noviembre en un fin de semana marcado por el reasfaltado del circuito que se realizó dos semanas antes del Gran Premio. Esto hizo que la pista estuviese resbaladiza y provocó críticas entre los pilotos. Lance Stroll logró su primera pole position en F1 en una sesión de clasificación disputada en condiciones de mojado. Lewis Hamilton ganó la carrera y se proclamó campeón del mundo por séptima vez, igualando a Michael Schumacher como el piloto con más títulos de la historia de la Fórmula 1.
En 2021 el GP de Turquía no fue incluido en principio en el calendario, pero acabó entrando tras una serie de cancelaciones. El Gran Premio de Canadá se canceló por las restricciones de viaje internacionales en el país norteamericano, tras lo cual se optó por el Gran Premio de Turquía para sustituirle. Sin embargo, la situación epidemiológica turca hizo que unas semanas después Turquía se cayese del calendario y fue reemplazada por el Gran Premio de Estiria. Finalmente, el Gran Premio de Singapur también fue cancelado por motivos asociados a la pandemia mundial, y el Gran Premio de Turquía fue el designado para sustituir a este último.

## Ganadores
| Año        | Piloto             | Constructor      | Circuito      | Resultados    |               |
| ---------- | ------------------ | ---------------- | ------------- | ------------- | ------------- |
| 2005       | Kimi Räikkönen     | McLaren-Mercedes | Estambul      | Resultados    |               |
| 2006       | Felipe Massa       | Ferrari          | Estambul      | Resultados    |               |
| 2007       | Felipe Massa (2)   | Ferrari          | Estambul      | Resultados    |               |
| 2008       | Felipe Massa (3)   | Ferrari          | Estambul      | Resultados    |               |
| 2009       | Jenson Button      | Brawn-Mercedes   | Estambul      | Resultados    |               |
| 2010       | Lewis Hamilton     | McLaren-Mercedes | Estambul      | Resultados    |               |
| 2011       | Sebastian Vettel   | Red Bull-Renault | Estambul      | Resultados    |               |
| 2012- 2019 | No se disputó      | No se disputó    | No se disputó | No se disputó | No se disputó |
| 2020       | Lewis Hamilton (2) | Mercedes         | Estambul      | Resultados    |               |
| 2021       | Valtteri Bottas    | Mercedes         | Estambul      | Resultados    |               |
| Fuente:    |                    |                  |               |               |               |

## Estadísticas

### Pilotos con más victorias
| Victorias | Piloto           | Años             |
| --------- | ---------------- | ---------------- |
| 3         | Felipe Massa     | 2006, 2007, 2008 |
| 2         | Lewis Hamilton   | 2010, 2020       |
| 1         | Kimi Räikkönen   | 2005             |
| 1         | Jenson Button    | 2009             |
| 1         | Sebastian Vettel | 2011             |
| 1         | Valtteri Bottas  | 2021             |

### Constructores con más victorias
| Victorias | Constructor | Años             |
| --------- | ----------- | ---------------- |
| 3         | Ferrari     | 2006, 2007, 2008 |
| 2         | McLaren     | 2005, 2010       |
| 2         | Mercedes    | 2020, 2021       |
| 1         | Brawn       | 2009             |
| 1         | Red Bull    | 2011             |